# Luxemburg op het Eurovisiesongfestival 1989
Luxemburg nam deel aan het Eurovisiesongfestival 1989 in Lausanne, Zwitserland. Het was de drieëndertigste deelname van het land aan het Eurovisiesongfestival. 

## Selectieprocedure
In tegenstelling tot de voorbije jaren, koos men ervoor om een nationale show te organiseren. De finale werd gehouden op 5 maart 1989 en werd gepresenteerd door Jean Octave en Manette Dupong. De groep Park Café deed met drie liedjes mee aan deze finale en het winnende lied werd gekozen door televoting.
| Volgorde | Lied        | Punten | Plaats |
| -------- | ----------- | ------ | ------ |
| 1        | Chaque fois | 14,1%  | 3      |
| 2        | Je l'aime   | 19,4%  | 2      |
| 3        | Monsieur    | 66,5%  | 1      |

## In Lausanne
Op het songfestival trad Luxemburg als 11de aan, na Zweden en voor Denemarken. Aan het einde van de puntentelling bleek dat Park Café op een twintigste plaats was geëindigd met 8 punten. Nederland en België hadden geen punten over voor deze inzending.

### Gekregen punten

#### Finale
| 12 punten   | 10 punten | 8 punten | 7 punten | 6 punten |
| ----------- | --------- | -------- | -------- | -------- |
|             |           |          |          |          |
| 5 punten    | 4 punten  | 3 punten | 2 punten | 1 punt   |
| - Frankrijk |           | - Spanje |          |          |

### Punten gegeven door Luxemburg

#### Finale
Punten gegeven in de finale:
| 12 punten | Verenigd Koninkrijk |
| 10 punten | Spanje              |
| 8 punten  | Frankrijk           |
| 7 punten  | Portugal            |
| 6 punten  | Zweden              |
| 5 punten  | Joegoslavië         |
| 4 punten  | Finland             |
| 3 punten  | Denemarken          |
| 2 punten  | Ierland             |
| 1 punt    | Nederland           |

1956 · 1957 · 1958 · 1959 · 1960 · 1961 · 1962 · 1963 · 1964 · 1965 · 1966 · 1967 · 1968 · 1969 · 1970 · 1971 · 1972 · 1973 · 1974 · 1975 · 1976 · 1977 · 1978 · 1979 · 1980 · 1981 · 1982 · 1983 · 1984 · 1985 · 1986 · 1987 · 1988 · 1989 · 1990 · 1991 · 1992 · 1993 · 1994-2023 · 2024 · 2025